# Естадіо Універсітаріо
«Естадіо Універсітаріо де Нуево Леон» (ісп. Estadio Universitario de Nuevo León) — футбольний стадіон у місті Монтеррей, Мексика, домашня арена ФК «УАНЛ Тигрес». Розташований на території кампусу Автономного університету штату Нуево-Леон.
Стадіон побудований та відкритий 1967 року. У 2016 році представлений проект капітальної реконструкції арени, який ще не реалізований.
Арені приймала матчі в рамках Чемпіонату світу з футболу 1986 року.